# Codice ATC L
Il codice ATC L dei farmaci antineoplastici e immunomodulatori è una sezione del sistema di classificazione Anatomico Terapeutico e Chimico, un sistema di codici alfanumerici sviluppato dall'OMS per la classificazione dei farmaci e altri prodotti medici.
Codici per uso veterinario (codici ATC) possono essere creati, attraverso una lettera Q posta di fronte al codice ATC umano: QL ...
Numeri nazionali della classificazione ATC possono includere codici aggiuntivi non presenti in questa lista, che segue la versione OMS.
L Farmaci antineoplastici e immunomodulatori

L01 - Agenti antineoplastici

L02 - terapia ormonale e antagonisti ormonali

L03 - Immunostimolanti

L04 - Immunosoppressori